# Lines, Vines and Trying Times
Lines, Vines and Trying Times è il quarto album del gruppo musicale Jonas Brothers, pubblicato in anteprima mondiale in Italia il 12 giugno 2009 e a seguire in tutta Europa il 15 giugno 2009 e negli Stati Uniti il 16 giugno 2009. L'album è stato lanciato dal singolo "Paranoid" che ha avuto molto successo prima dello scioglimento temporaneo della band nel 2013, poi ricongiunta nel 2019.

## Singoli
Paranoid
Il 29 aprile 2009 la Hollywood Records ha annunciato che la canzone "Paranoid" sarebbe stata pubblicata come primo singolo del nuovo album. Il 23 maggio 2009 è stato pubblicato su Disney Channel, sulla pagina di Myspace dei Jonas Brothers e sul loro canale di YouTube, il video musicale del singolo.
Fly with Me
La canzone è stata utilizzata per la prima volta durante la coda del film Notte al Museo 2: La Fuga. Il video musicale è stato pubblicato su Disney Channel e sulla pagina di Myspace dei Jonas Brothers il 7 giugno 2009.

## Tracce
1. World War III – 3:10 (Nick Jonas)
2. Paranoid – 3:40 (Nick Jonas, Joe Jonas, Kevin Jonas, Cathy Dennis, John Fields)
3. Fly with Me – 3:55 (Nick Jonas, Joe Jonas, Kevin Jonas, Greg Garbowsky)
4. Poison Ivy – 4:05 (Nick Jonas, Joe Jonas, Kevin Jonas, Greg Garbowsky)
5. Hey Baby (feat. Jonny Lang) – 3:20 (Nick Jonas)
6. Before the Storm (feat. Miley Cyrus) – 4:25 (Nick Jonas, Joe Jonas, Kevin Jonas, Miley Cyrus)
7. What Did I Do to Your Heart – 3:20 (Nick Jonas, Joe Jonas, Kevin Jonas)
8. Much Better – 4:35 (Nick Jonas, Joe Jonas, Kevin Jonas)
9. Black Keys – 3:50 (Nick Jonas)
10. Don't Charge Me for the Crime (feat. Common) – 4:00 (Nick Jonas, Joe Jonas, Kevin Jonas, Ryan Liestman, Lonnie Lynn Jr.)
11. Turn Right – 2:50 (Nick Jonas, Joe Jonas, Kevin Jonas)
12. Don't Speak – 3:50 (Nick Jonas, Joe Jonas, Kevin Jonas, John Fields)

Traccia bonus
1. Keep It Real – 2:50 (Nick Jonas, Joe Jonas, Kevin Jonas)

## Classifiche

### Classifiche settimanali
| Classifiche (2009) | Posizione massima |
| ------------------ | ----------------- |
| Australia          | 5                 |
| Austria            | 33                |
| Belgio (Fiandre)   | 16                |
| Belgio (Vallonia)  | 20                |
| Canada             | 1                 |
| Danimarca          | 28                |
| Finlandia          | 15                |
| Francia            | 17                |
| Germania           | 56                |
| Grecia             | 6                 |
| Italia             | 8                 |
| Messico            | 1                 |
| Norvegia           | 25                |
| Nuova Zelanda      | 8                 |
| Paesi Bassi        | 21                |
| Portogallo         | 3                 |
| Regno Unito        | 9                 |
| Spagna             | 1                 |
| Stati Uniti        | 1                 |
| Svezia             | 14                |
| Svizzera           | 46                |

### Classifiche di fine anno
| Classifica (2009) | Posizione |
| ----------------- | --------- |
| Canada            | 34        |
| Francia           | 169       |
| Stati Uniti       | 54        |